# بيلي أوسلافي (محافظة إفانو-فرانكيفسك)
بيلي أوسلافي (Білі Ослави) هي قرية في محافظة إفانو-فرانكيفسك في أوكرانيا.
يبلغ عدد سكانها حوالي 4433 نسمة.